# École de pilotage de Lipetsk

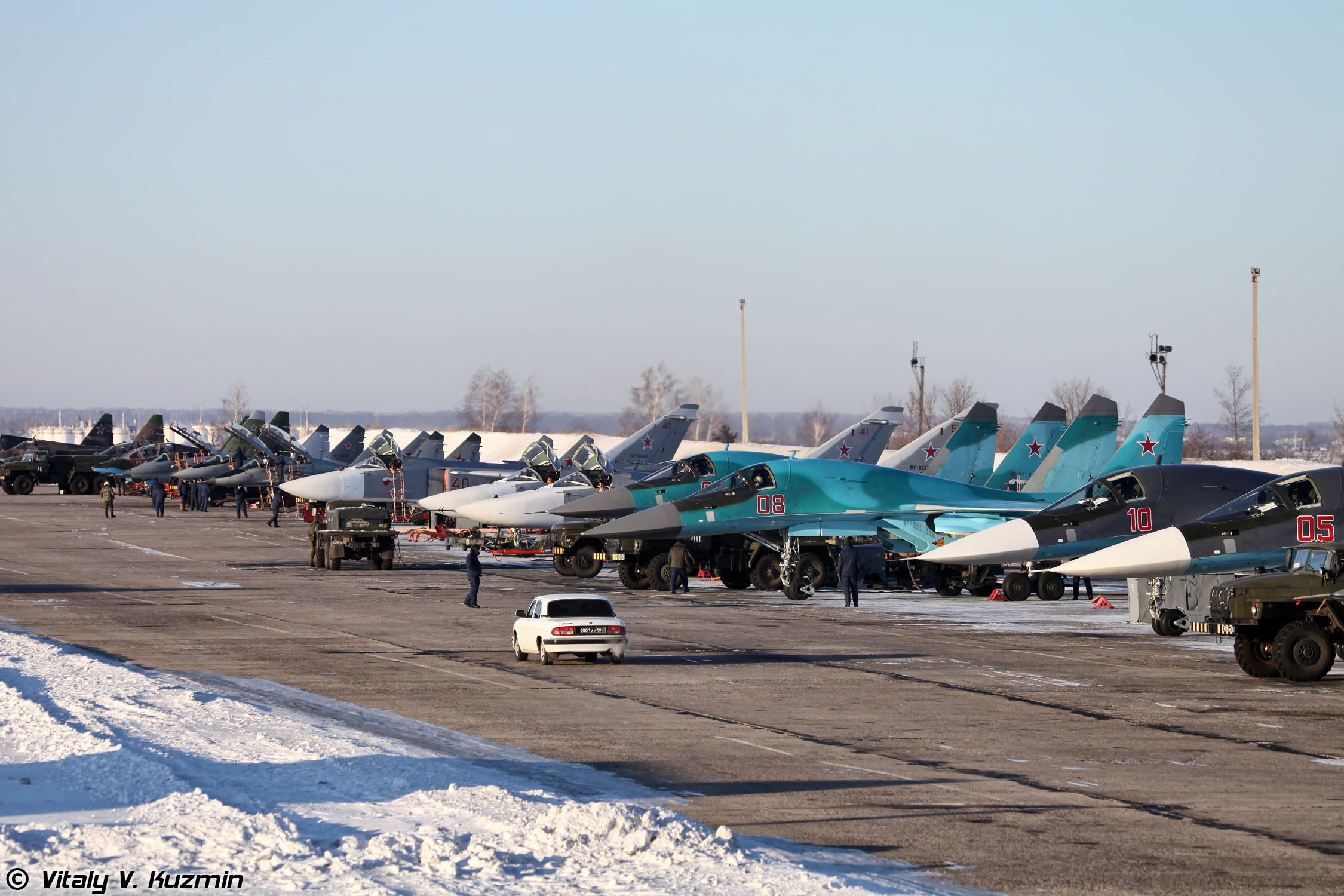
L'École de Lipetsk en janvier 2012.

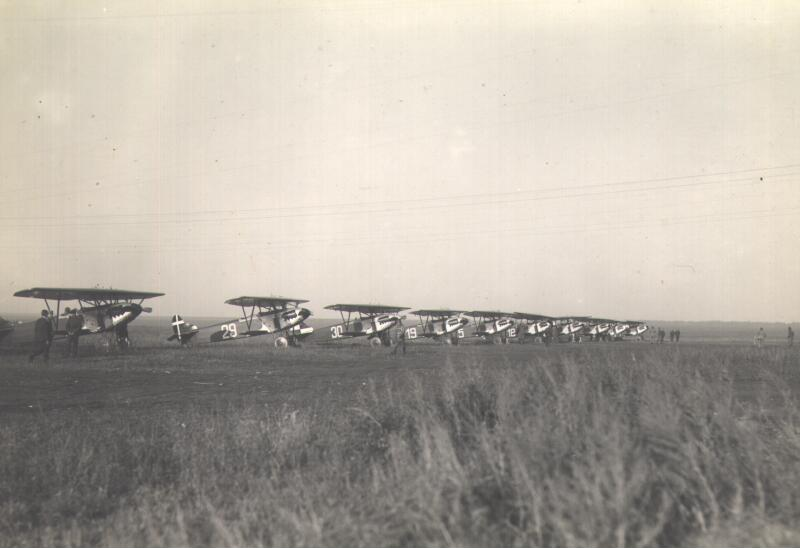
Un Fokker D.XIII à l'École de Lipetsk.

L'École de pilotage de Lipetsk (en allemand : Kampffliegerschule Lipezk) était une école d'aviation secrète située à Lipetsk, en URSS, pour le bénéfice de la Reichswehr allemande. Aujourd'hui, il s'agit de la « base aérienne de Lipetsk ». Cette base secrète est longuement évoquée dans Babylon Berlin, série télévisée allemande dramatique et policière créée par Tom Tykwer, Achim von Borries et Hendrik Handloegten.

## Historique
Situé à environ 320 km au sud-sud-est de Moscou, l'école de pilotage de Lipetsk fonctionne de 1926 à 1933. Le traité de Versailles avait amené à la dissolution de la Luftstreitkräfte, interdisant à l'Allemagne de posséder des forces aériennes. Cette base secrète permet donc à la République de Weimar de conserver une expérience dans l'aéronautique sans que la France et le Royaume-Uni ne soient au courant. Ces forces aériennes sont donc précurseurs de la Luftwaffe. Il existe également une école pour les tanks (la Panzerschule Kama, qui fonctionne de 1926 à 1933) et une école pour les gaz (la Gas-Testgelände Tomka, qui fonctionne de 1928 à 1931).

On compte environ 120 pilotes allemands, jusqu'à 140 membres du personnel (essentiellement des officiers allemands) en été mais seulement 40 en hiver ; 340 agents soviétiques sont également employés principalement comme ouvriers, techniciens ou mécaniciens. Le futur colonel Wolfgang Falck passé dans cette école, après avoir appris à piloter dans une école de vol commerciaux, présentait ainsi la situation : 

« Notre personnel était allemand, mais tous les mécaniciens étaient russes-soldats russes. [Le Fokker D.XIII] était un avion de design hollandais, avec un moteur britannique ... et tous les manuels techniques étaient en espagnol. »

 Le budget de l'école est de 4 millions de Reichsmarks. Les sessions de formation duraient en général six mois. L'école ne formait pas que les pilotes mais aussi les observateurs et les photographes aériens.
Les avions achetés l'étaient souvent avec de faux contrats laissant croire qu'ils avaient été achetés par d'autres nations. L'école ferme le 15 septembre 1933, quelques mois après l'arrivée des nazis au pouvoir en Allemagne, bien que la décision ait été prise depuis décembre 1932. En 1935, l'Allemagne se dote d'une nouvelle force aérienne, la Luftwaffe.

## Flotte présente
| Type                    | Nombre | Période   | Identifiants connus                                         |
| ----------------------- | ------ | --------- | ----------------------------------------------------------- |
| Fokker D.XIII           | 50     | 1925–1933 | De 1 à 50, (D2252)                                          |
| Fokker D.VII            | 2      | 1926–1933 |                                                             |
| Junkers F 13            | 1      | 1925–1933 | (D252)                                                      |
| Junkers A 20            | 2      | 1925–1931 | (D750)                                                      |
| Heinkel HD 21           | 1      | 1926–1930 |                                                             |
| Heinkel HD 17           | 7      | 1926–1933 | I, II, III, IV, V, G                                        |
| Heinkel HD 40II         | 1      | 1928–1931 | (D1180)                                                     |
| Albatros L.76a          | 6      | 1928–1933 | De 1 ç 6, (+D1127 pour les tests)                           |
| Albatros L.77v          | 6      | 1928      | (D1546, D1547, D1548, D1549, D1573, D1574)                  |
| Albatros L.78           | 7      | 1929–1933 | (+D1524 für Tests, D2093, D2094, D2098, D2099, D2467, D2487 |
| Dornier B Merkur        | 1      | 1929–1931 | (D970)                                                      |
| Rohrbach Ro VIII Roland | 1      | 1929–1932 | 1928 et 1929 pour des tests                                 |
| Junkers A 48 (K 47)     | 3      | 1930–1933 | (D1057 / J)                                                 |
| Junkers W 34fi (K 43)   | 2      | 1930–1933 | (D1844, D1845 / K)                                          |
| BFW M.23c               | 1      | 1931–1933 | (D1884)                                                     |

## Entraînements
Les élèves pilotes de cette école, s'entraînaient à voler en formation de deux appareils jusqu'à des formations en escadrille. Les périodes d'apprentissages pouvaient durer six mois.

### Chasse
Les pilotes étaient entraînés à la chasse sur le chasseur Fokker D.XIII, le plus rapide de son type à sa sortie, dont l'achat a été fait de manière secrète en faisant croire qu'il était effectué par un pays d’Amérique du Sud, en l’occurrence l'Argentine. Les manuels dont se servaient les pilotes étaient d'ailleurs rédigés en espagnol.

### Reconnaissance
L'entraînement d'observation et de reconnaissance se faisait sur le Heinkel HD 17 grâce à des pilotes vétérans de la Première Guerre mondiale. Parfois, des manœuvres avec l'Armée rouge étaient effectuées pour des missions de reconnaissance et anti-artillerie.